# González Esponda
González Esponda es una localidad del municipio de Chiapilla ubicado en la región de Los Llanos del estado mexicano de Chiapas.

## Geografía
La localidad de González Esponda se sitúa en las coordenadas geográficas 16°31′38″N 92°44′17″O / 16.527346, -92.738093, a una elevación de 420 metros sobre el nivel del mar.

## Demografía
Según el Censo de Población y Vivienda 2020, efectuado por el Instituto Nacional de Estadística y Geografía, la localidad de González Esponda tiene 23 habitantes, de los cuales 12 son del sexo masculino y 11 del sexo femenino. Su tasa de fecundidad es de 1.89 hijos por mujer y tiene 7 viviendas particulares habitadas.
| Gráfica de evolución demográfica de González Esponda entre 2010 y 2020 |
|                                                                        |
| INEGI.                                                                 |